# Ladeco

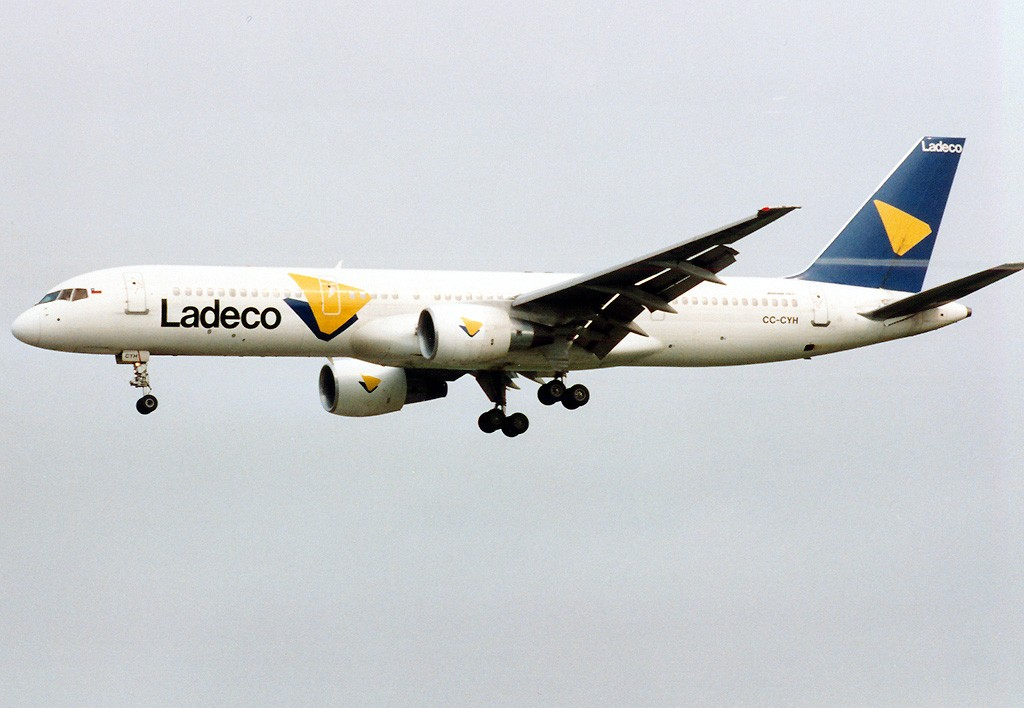
Boeing 757-200 de Ladeco (1994).

Ladeco S.A. fue una aerolínea chilena, establecida en el Aeródromo Los Cerrillos en Santiago de Chile en 1958. Ladeco fue adquirida en su totalidad por LAN Chile en 1994 y cesó sus operaciones en 1998. La palabra Ladeco es el acrónimo para Línea Aérea del Cobre.

## Historia

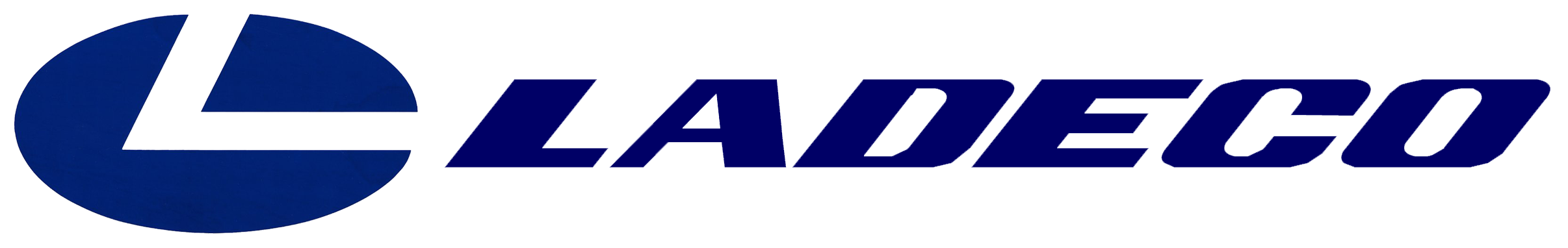
Logotipo de Ladeco hasta 1989.

Ladeco comenzó sus operaciones el 1 de noviembre de 1958, en un primer vuelo destinado a Potrerillos, Calama y Antofagasta. Fue fundada por Juan Costabal Echeñique y en ese año la empresa sólo tenía tres aviones Douglas DC-3. Posteriormente la aerolínea sería la preferida para el transporte de cargamentos y pasajeros de los campamentos mineros del norte y centro de Chile, principalmente aquellos pertenecientes a CODELCO.
En 1967, Ladeco ingresó de manera activa a la IATA (Asociación Internacional de Transportadores Aéreos) bajo el código UC. 
En 1969 llegaron los primeros Douglas DC-6 para incrementar sus servicios de pasajeros y posteriormente llegaron los cargueros, con los cuales comenzó a atender rutas internacionales, como Mendoza y Salta.
En 1970 la empresa se convirtió en una sociedad anónima.
En 1971, uno de esos Douglas DC-6 sufre un accidente cruzando la Cordillera de Los Andes, en un vuelo desde Mendoza a Santiago, y fallecen sus tres tripulantes, el piloto Walter Schulz, el copiloto Ernesto González y el Ingeniero de Vuelo, Reginio Parra.

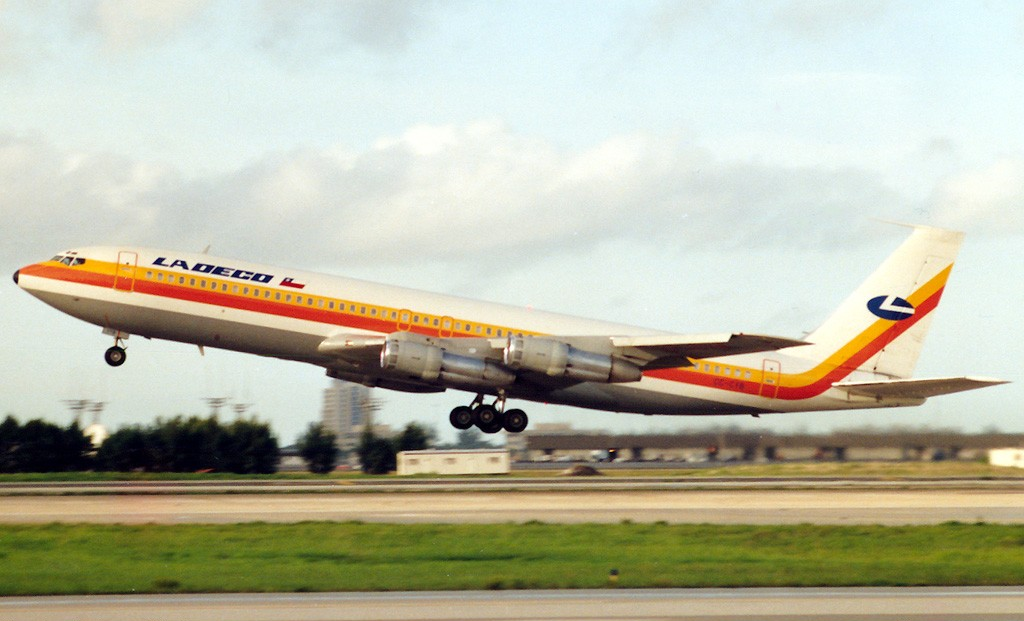
Boeing 707-321B de Ladeco en el Aeropuerto Internacional de Miami (1989).

En 1975 entra en la era del jet al recibir el primer Boeing 727-100 adquirido a Braniff International, el cual recibió la matrícula CC-CFG. Con estos aviones incrementó sus rutas nacionales llegando a Punta Arenas y Puerto Montt, y abriendo el servicio internacional de pasajeros a Asunción, Río de Janeiro y São Paulo. A medida que aumentaba su flota, aumentaban sus destinos, tanto nacionales, como Iquique y Concepción, como internacionales, como Guayaquil, Bogotá y Miami.
El 5 de julio de 1977, uno de esos aviones, despegando de Arica con destino a Santiago, fue secuestrado y los plagiadores querían llevarlo a Cuba. Después de explicarles que con ese material no podían llegar en forma directa, la tripulación de vuelo los convenció de la necesidad de hacer escala en Lima para recargar combustible; allí, después de largas negociaciones, el avión, junto con sus tripulantes y pasajeros fue liberado y pudieron retornar a Santiago.
Ladeco distribuía sus servicios bajo las siguientes marcas:
- Ladeco, aerolínea de transporte de pasajeros.
- Ladeco Cargo, aerolínea de transporte de carga.

En 1994, LAN Chile (ya adquirida por Fast Air) compra el 99,41% de las acciones de Ladeco, logrando la cobertura casi total del servicio aéreo de transportes en Chile. Al poco tiempo LADECO dejó de operar y sus rutas fueron absorbidas por LAN y LAN Express: en 1998 Fast Air se fusiona con Ladeco, creando así dos marcas para la cobertura de servicios distintos: LAN Cargo, encargada del transporte de carga, y LAN Express, encargada del transporte de pasajeros dentro de Chile. Así, el código IATA UC de Ladeco pasó a manos de LAN Cargo.
Antes de la compra por parte de LAN Chile, Ladeco contaba con una flota de 15 aviones. 

## Antiguos destinos

### Destinos nacionales
| Países | Destinos          | Aeropuertos                                                    |
| ------ | ----------------- | -------------------------------------------------------------- |
| Chile  | Antofagasta       | Aeropuerto Andrés Sabella (focus city)                         |
| Chile  | Arica             | Aeropuerto Internacional Chacalluta                            |
| Chile  | Balmaceda         | Aeródromo Balmaceda                                            |
| Chile  | Calama            | Aeropuerto El Loa (focus city)                                 |
| Chile  | Concepción        | Aeropuerto Internacional Carriel Sur                           |
| Chile  | Copiapó           | Aeródromo Chamonate                                            |
| Chile  | Coyhaique         | Aeródromo Teniente Vidal                                       |
| Chile  | El Salvador       | Aeródromo Ricardo García Posada                                |
| Chile  | Iquique           | Aeropuerto Internacional Diego Aracena                         |
| Chile  | La Serena         | Aeródromo La Florida                                           |
| Chile  | Los Ángeles       | Aeródromo María Dolores                                        |
| Chile  | Puerto Montt      | Aeropuerto Internacional El Tepual                             |
| Chile  | Punta Arenas      | Aeropuerto Internacional Presidente Carlos Ibáñez del Campo    |
| Chile  | Osorno            | Aeródromo Cañal Bajo Carlos Hott Siebert                       |
| Chile  | Santiago de Chile | Aeródromo Los Cerrillos                                        |
| Chile  | Santiago de Chile | Aeropuerto Internacional Arturo Merino Benítez (hub principal) |
| Chile  | Temuco            | Aeródromo Maquehue                                             |
| Chile  | Valdivia          | Aeródromo Pichoy                                               |
| Chile  | Viña del Mar      | Aeropuerto Concón                                              |

### Destinos internacionales
| Países               | Destinos              | Aerolíneas                                                                     |
| -------------------- | --------------------- | ------------------------------------------------------------------------------ |
| Argentina            | Buenos Aires          | Aeropuerto Internacional Ministro Pistarini (focus city)                       |
| Argentina            | Comodoro Rivadavia    | Aeropuerto Internacional General Enrique Mosconi (vía Balmaceda)               |
| Argentina            | Mendoza               | Aeropuerto Internacional Gobernador Francisco Gabrielli                        |
| Argentina            | Neuquén               | Aeropuerto Internacional Presidente Perón (vía Temuco)                         |
| Argentina            | Córdoba               | Aeropuerto Internacional Ingeniero Ambrosio Taravella (vía Neuquén)            |
| Argentina            | Salta                 | Aeropuerto Internacional de Salta Martín Miguel de Güemes (vía Iquique)        |
| Argentina            | San Juan              | Aeropuerto Domingo Faustino Sarmiento (vía La Serena)                          |
| Argentina            | San Miguel de Tucumán | Aeropuerto Internacional Teniente Benjamín Matienzo (vía Iquique)              |
| Argentina            | Ushuaia               | Aeropuerto Internacional Malvinas Argentinas (vía Puerto Montt y Punta Arenas) |
| Brasil               | Río de Janeiro        | Aeropuerto Internacional de Galeão                                             |
| Brasil               | São Paulo             | Aeropuerto Internacional de São Paulo-Guarulhos                                |
| Brasil               | Salvador de Bahía     | Aeropuerto Internacional Deputado Luís Eduardo Magalhães                       |
| Canadá               | Montreal              | Aeropuerto Internacional Pierre Elliott Trudeau                                |
| Colombia             | Bogotá                | Aeropuerto Internacional El Dorado (focus city)                                |
| Costa Rica           | San José              | Aeropuerto Internacional Juan Santamaría                                       |
| Cuba                 | La Habana             | Aeropuerto Internacional José Martí                                            |
| Ecuador              | Guayaquil             | Aeropuerto Internacional José Joaquín de Olmedo                                |
| Estados Unidos       | Baltimore             | Aeropuerto Internacional de Baltimore-Washington                               |
| Estados Unidos       | Miami                 | Aeropuerto Internacional de Miami (focus city)                                 |
| Estados Unidos       | Nueva York            | Aeropuerto Internacional John F. Kennedy                                       |
| Estados Unidos       | Washington D. C.      | Aeropuerto Internacional de Baltimore-Washington (desde julio de 1991)         |
| Estados Unidos       | Washington D. C.      | Aeropuerto Internacional Washington-Dulles (hasta julio de 1991)               |
| Guatemala            | Ciudad de Guatemala   | Aeropuerto Internacional La Aurora                                             |
| Jamaica              | Montego Bay           | Aeropuerto Internacional Sir Donald Sangster                                   |
| México               | Cancún                | Aeropuerto Internacional de Cancún                                             |
| México               | Ciudad de México      | Aeropuerto Internacional de la Ciudad de México                                |
| Panamá               | Ciudad de Panamá      | Aeropuerto Internacional de Tocumen                                            |
| Paraguay             | Asunción              | Aeropuerto Internacional Silvio Pettirossi                                     |
| República Dominicana | Punta Cana            | Aeropuerto Internacional de Punta Cana                                         |
| República Dominicana | Santo Domingo         | Aeropuerto Internacional Las Américas                                          |
| Uruguay              | Montevideo            | Aeropuerto Internacional de Carrasco                                           |

## Antigua flota
A lo largo de su existencia, Ladeco utilizó el siguiente material de vuelo:
| Aeronaves             | Total | Introducido | Retirado | Matrículas |
| --------------------- | ----- | ----------- | -------- | --- |
| Airbus A300           | 2     | 1995        | 1996     | N203PA y N222KW |
| Airbus A320-200       | 1     | 1994        | 1995     | N484GX |
| BAC 1-11              | 4     | 1990        | 1996     | CC-CYF, CC-CYI, CC-CYM y CC-CYL |
| Boeing 707 (carga)    | 4     | 1988        | 1994     | CC-CYO, CC-CYA, CC-CYB y N732Q |
| Boeing 727-100        | 5     | 1976        | 1996     | CC-CIW, N1993, CC-CFG, CC-CHC y CC-CAG |
| Boeing 727-200        | 2     | 1978        | 1990     | CC-CLB y CC-CGD |
| Boeing 737-200        | 20    | 1980        | 2001     | CC-CYR, CC-CEI, CC-CYW, CC-CYT, CC-CYC, CC-CYS, CC-CYD, CC-CYN, CC-CYK, CC-CZK, CC-CLD, CC-CZM, CC-CZN, CC-CZO, CC-CIM, CC-CJW, CC-CYP, CC-CIN, CC-CIY y CC-CYV |
| Boeing 737-300        | 2     | 1990        | 1996     | CC-CYE y CC-CYJ |
| Boeing 757            | 2     | 1992        | 1996     | CC-CYG y CC-CYH |
| Douglas DC-3/C-47     | 2     | 1952        | 1976     | CC-CAO y CC-CBM |
| Douglas DC-6          | 5     | 1966        | 1979     | HI-146, CC-CDJ, CC-CDK, CC-CFH y CC-CCH |
| Douglas DC-8F (carga) | 1     | 1992        | 1994     | CC-CYQ |
| Fokker F27 Friendship | 2     | 1987        | 1991     | CC-CIS y CC-CIT |